# ريسي ستيش
ريسي ستيش (بالإنجليزية: Reece Styche) (3 مايو 1989 في المملكة المتحدة - ) هو لاعب كرة قدم بريطاني في مركز الهجوم. شارك مع منتخب إنجلترا لكرة القدم C ‏ ومنتخب جبل طارق لكرة القدم. أما مع النوادي، فقد لعب مع فوريست غرين وماكليسفيلد تاون وغرانتهام تاون ‏ ونادي هدنسفورد تاون وChasetown F.C. ‏ وCoalville Town F.C. ‏ ونادي كيدرمينستر هاريرز لكرة القدم ونادي تاموورث وبرومزغروف روفرز ‏ وويكمب وندررز وشبشيد دينامو ‏.

## وصلات خارجية
- ريسي ستيش على موقع الاتحاد الدولي (مؤرشف)  (الإنجليزية)
- ريسي ستيش على موقع الاتحاد الأوربي (الإنجليزية)
- ريسي ستيش على موقع قاعدة بيانات كرة القدم.إي يو (الإنجليزية)
- ريسي ستيش على موقع ناشيونال فوتبول تيمز (الإنجليزية)
- ريسي ستيش على موقع Soccerbase.com (لاعب) (الإنجليزية)
- ريسي ستيش على موقع Soccerway.com (الإنجليزية)
- ريسي ستيش على موقع عالم كرة القدم.نت (الإنجليزية)